# Nokia 5110
Nokia 5110 är en mobiltelefon tillverkad av Nokia som började produceras i mars 1998. 5110 delar samma plattform som Nokia 6110. 5110 var en av de första allemansmobilerna i Sverige och utgör en enklare version av affärsmobilen 6110.